# Hemerocallis exilis
Hemerocallis exilis là một loài thực vật có hoa trong họ Thích diệp thụ. Loài này được Satake miêu tả khoa học đầu tiên năm 1936.